# Váy jean

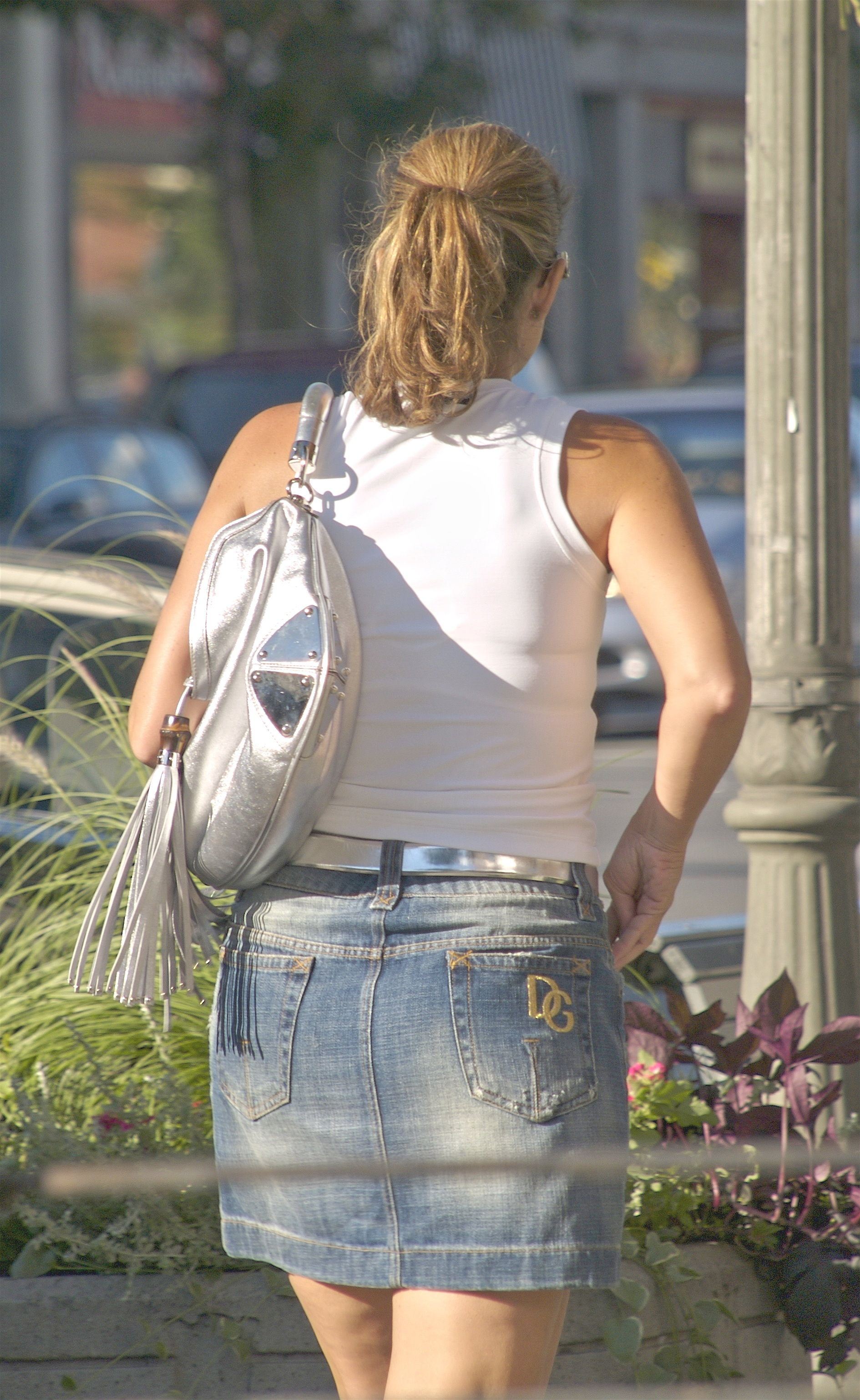
Một cô gái đang bận váy quần bò

Váy jean hay còn gọi là váy denim (Denim skirt) là một loại váy làm bằng vải denim, cùng chất liệu với quần jeans xanh. Váy denim có nhiều kiểu dáng và độ dài khác nhau để phù hợp với nhiều nhóm độ tuổi và mặc vào các dịp khác nhau, váy denim dài (còn gọi là đầm denim hay chân váy denim, đầm jean) thường được phụ nữ mặc khi theo một số niềm tin tín ngưỡng tôn giáo cấm họ mặc quần dài như đạo Do Thái chính thống, một số lề luật trong trang phục Hồi giáo, Mennonite và phong trào Ngũ tuần, trong số những người theo đạo, giữ đức tin khác. Những kiểu váy ngắn hơn làm bằng denim thường được nhóm thanh thiếu niên và người lớn trẻ tuổi mặc. Một số váy được thiết kế theo kiểu quần jeans, có khuy cài vạt quần phía trước, vòng thắt lưng và túi sau. Những loại khác được thiết kế giống như các loại váy khác, với một cột nút phía trước, khóa ở bên hông hoặc sau lưng hoặc cạp chun. Giống như quần jean, váy denim có nhiều sắc thái xanh lam, từ rất nhạt đến sắc màu rất tối đậm, hoặc đôi khi có các tông màu khác. Vào mùa đông và những tháng tiết trời lạnh hơn thì váy denim thường được phối mặc với quần legging (quần ôm đùi) hoặc quần bó. 

## Lịch sử
Vào những năm 1960, những người theo phong cách hippie lần đầu tiên nghĩ ra ý tưởng tái chế quần jeans denim cũ thành váy denim dài bằng cách mở đường may bên trong và chèn các mảnh vải denim hình tam giác (hoặc bất kỳ loại vải nào khác) vào phía trước và, trừ khi thích xẻ tà cao ở phía sau, thì cũng chèn vào phía sau của chiếc quần đã nới ra. Váy ngắn denim xuất hiện trở lại vào cuối những năm 1990. Sau đó, Marnie Bjornson, một nhân vật nổi tiếng trong giới thời trang Reykjavik, được cho là người đã làm mới lại váy denim vào năm 1996. Cùng năm đó, Pamela Anderson mặc một chiếc váy denim sáng màu trong buổi chụp ảnh quảng cáo cho bộ phim Barb Wire. Chiếc váy ngắn denim của đầu thế kỷ 21 ngắn hơn so với chiếc váy của những năm 1980.

## Hình ảnh

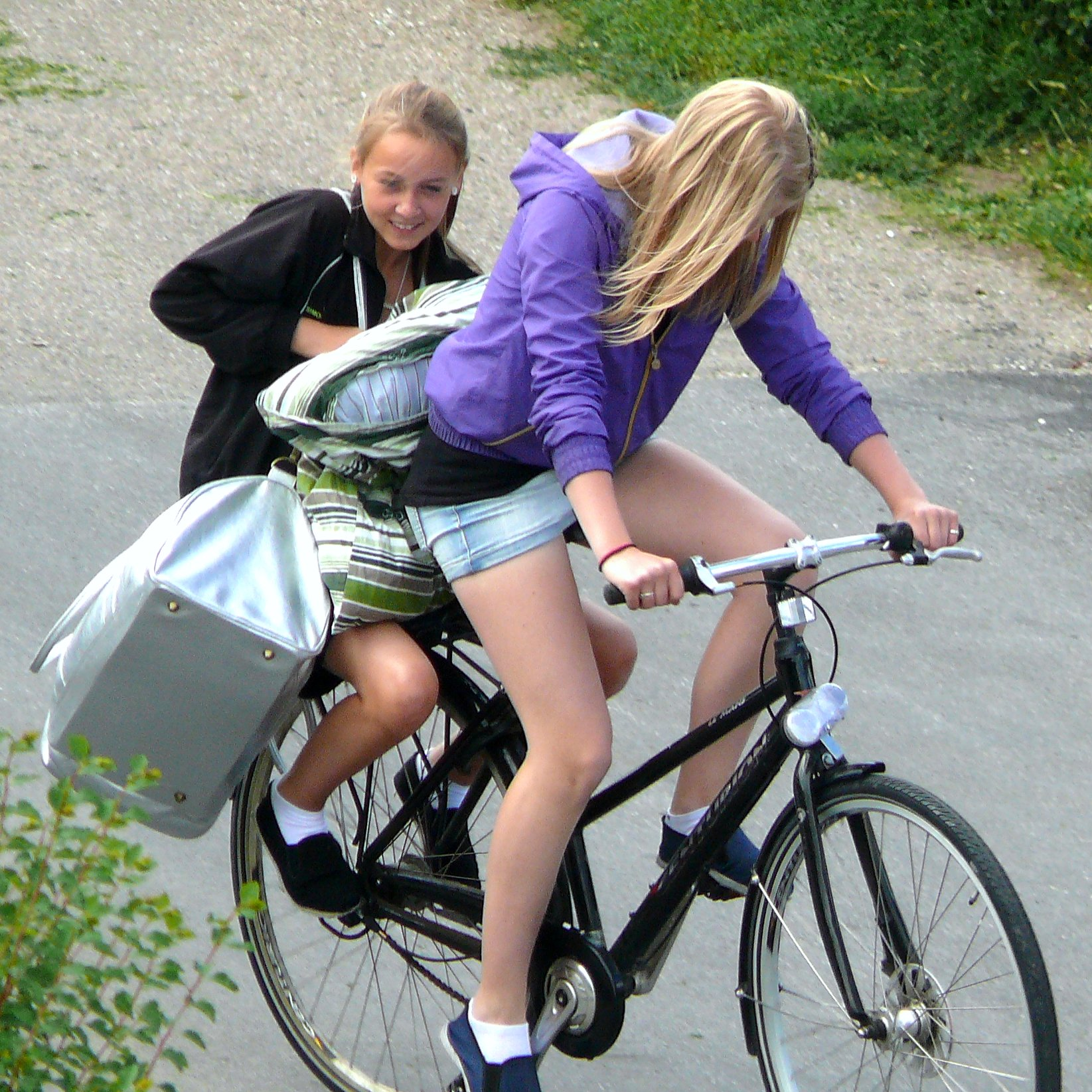
Cô gái mặc váy denim đạp xe chở bạn
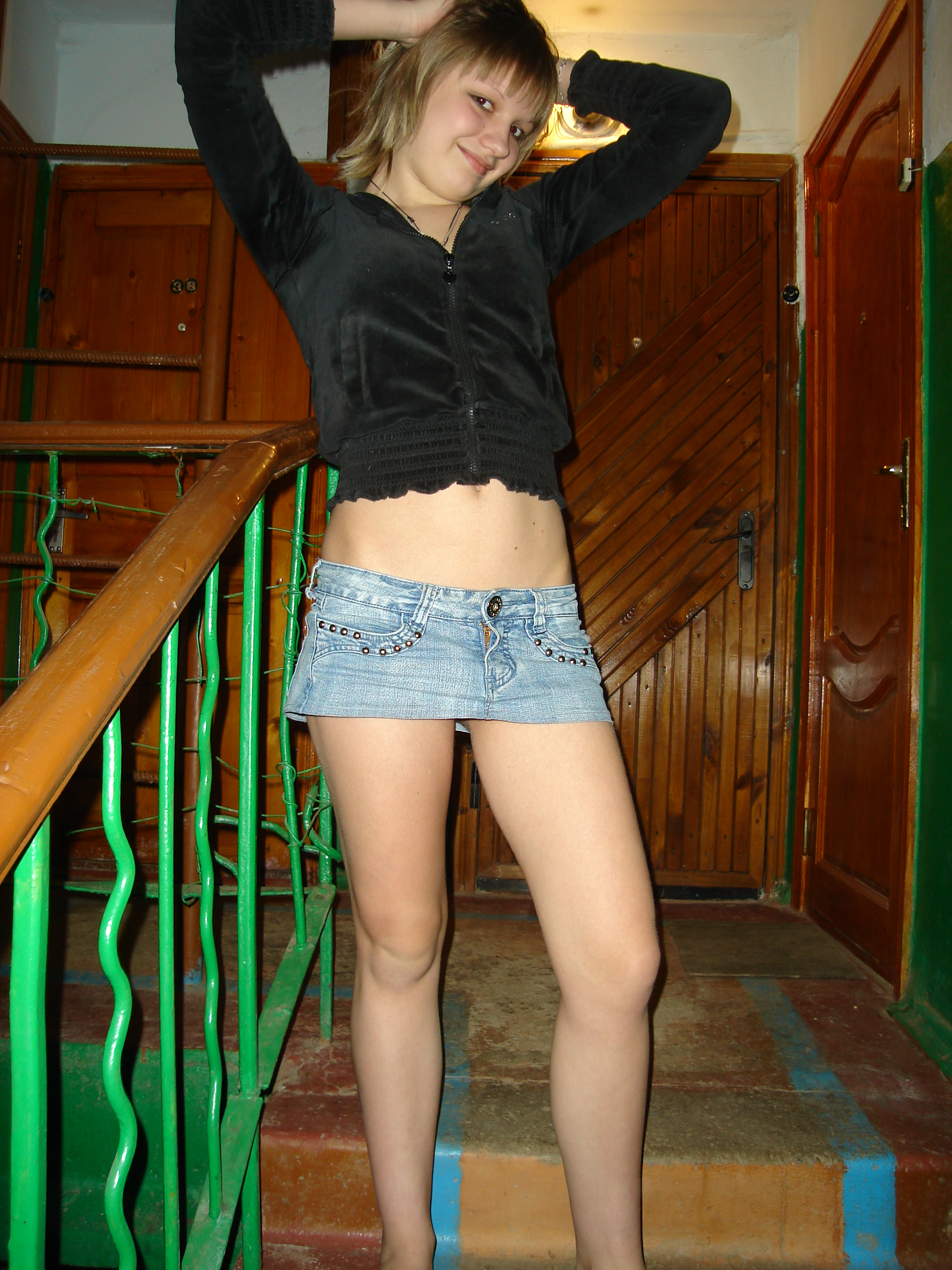
Một cô gái đang bận váy jean
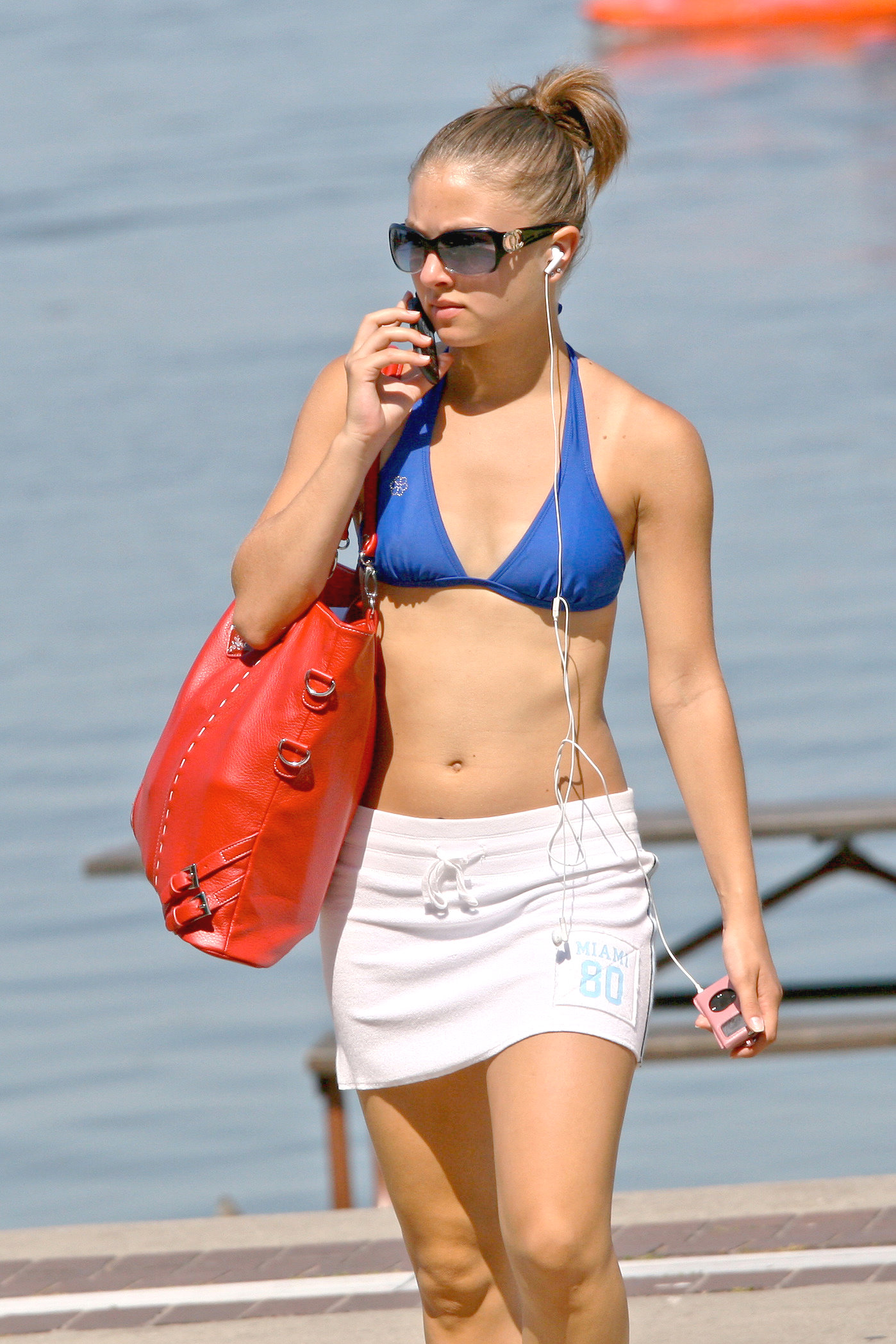
Váy quần bò tông màu trắng
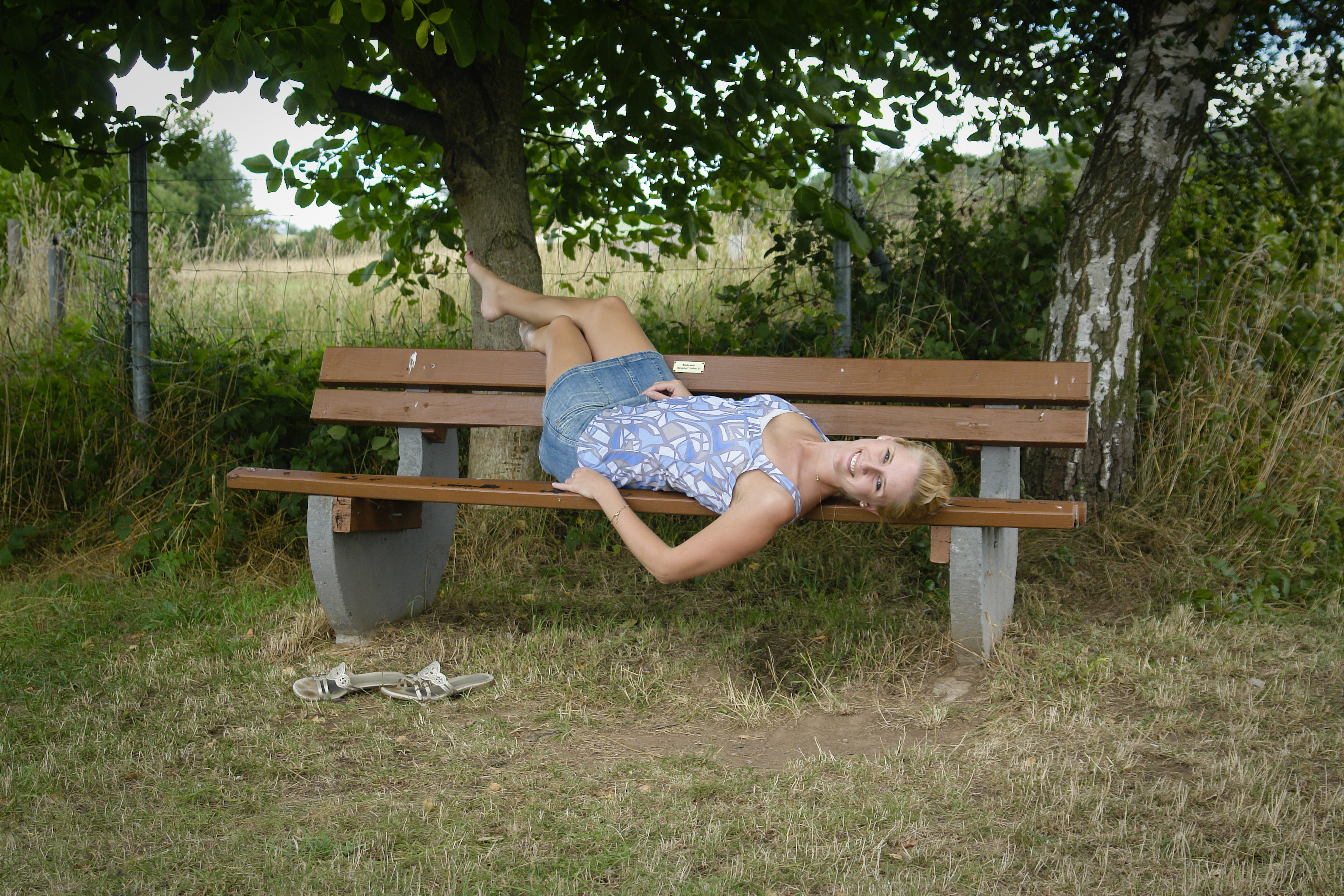
Một phụ nữ mặc váy jean trong công viên